# Mamadysz
Mamadysz – miasto w Rosji, w Tatarstanie. W 2010 roku liczyło 14 435 mieszkańców.